# Ridge Racer 2 (computerspel uit 1994)
Ridge Racer 2 is een arcadespel dat werd ontwikkeld en uitgegeven door Namco voor het System 22 arcadesysteembord. Het racespel kwam op 8 juni 1994 uit in Japan en verscheen ook in de VS en Europa in datzelfde jaar.
Het is het tweede spel in de Ridge Racer-serie. In 1995 werd het opgevolgd door Rave Racer.

## Spel
In tegenstelling tot zijn voorganger biedt Ridge Racer 2 een multiplayer-modus voor maximaal acht spelers. Het spel bevat ook een geremixte soundtrack en de mogelijkheid om dag en nacht te racen.